# Хмыльнин, Дмитрий Викторович
Дмитрий Викторович Хмыльнин (родился 25 марта 1988) — российский спортсмен, бронзовый призёр Универсиады 2013 года по академической гребле. Мастер спорта России международного класса.

## Биография
Греблей занимается с 1999 года. Выступает за ЦСК «Локомотив». Неоднократный чемпион России, серебряный призёр первенства мира среди молодежи, бронзовый призёр чемпионата Европы. Студент Уральского федерального университета.
Участник чемпионата мира 2011 года. Так же принимал участие в чемпионатах мира 2015, 2018. В 2018-м в Канаде гонялся на чемпионате мира по прибрежной гребле. 
Участник четырёх чемпионатов Европы. В гонке парных двоек был бронзовым призёром чемпионата Европы - 2011. В дальнейшим становился седьмым (2012), 15-м (2013) и 16-м (2014).
Бронзовый призёр Универсиады в Казани.
Имеет высокие результаты в российских соревнованиях.
- Бронзовый призёр Всероссийского Соревнования "Кубок Победы" в двойке парной (2009).
- Победитель "Большой московской международной регаты" в двойке парной (2009, 2010, 2012), в четверке парной (2012), бронзовый призёр в двойке парной (2011).
- Бронзовый призёр чемпионата России в двойке парной (2009).
- Победитель Первенства России до 23-х лет в двойке парной и серебряный призёр в четверке парной (2009).
- Серебряный призёр Первенства мира до 23-х лет в четверке парной (2010).
- Бронзовый призёр 2-й летней спартакиады молодёжи России в одиночке (2010).
- Победитель чемпионата России в двойке парной (2011, 2012, 2013, 2018), серебряный призёр в четверке парной (2010, 2012), бронзовый призёр в двойке парной (2010).
- Победитель Всероссийских соревнований "Донская регата" в одиночке (2011)
- Победитель Кубка России в двойке парной (2013), серебряный призёр  в двойке парной (2011), бронзовый призёр в двойке парной (2012)
- Бронзовый призёр чемпионата Европы в двойке парной (2011), участник чемпионата Европы (2012).

## Личная жизнь
Пишет стихи и песни, исполняет их.